# 中軽井沢
中軽井沢（なかかるいざわ）は、長野県北佐久郡軽井沢町の町丁である。中軽（なかかる）とも略される。

## 地理
軽井沢町の中部に位置し、周囲を大字長倉に囲まれる。南縁を国道18号が通り、中央部の中軽井沢交差点で国道146号が北に分かれる。星野温泉や千ヶ滝の別荘地の玄関口として、観光シーズンを中心ににぎわう。中軽井沢の名を冠した施設のうち、中軽井沢郵便局は町内に位置するが、中軽井沢駅は長倉に位置する。
軽井沢町では、大字や町丁のほかに「区」と呼ばれる自治組織があり、中軽井沢と大字長倉に跨って「中軽井沢区」が設けられている。中軽井沢区には2,452世帯5,125人が暮らし、軽井沢町の人口の約4分の1が集中する。中軽井沢駅の北側を中心に商店街が形成され、町役場も近くに立地する。

## 歴史
かつての中山道沓掛宿にあたる。1876年（明治9年）8月2日、沓掛村と周辺4か村が合併し長倉村となる。1889年、旧沓掛村を含む長倉村と軽井沢村、峠町が合併し東長倉村設立。1910年（明治43年）には、沓掛宿の南側を走る信越本線に沓掛駅が開業した。1923年（大正12年）8月1日には町制施行に合わせ東長倉村から軽井沢町に改められ、沓掛はその一部となる。1951年には108世帯が罹災する大火に見舞われ、宿場町の趣は失われた。これ以降、戦後のレジャーブームに乗り商店街として発展していく。1956年（昭和31年）、沓掛駅が中軽井沢駅に改称。1960年には区画整理により、軽井沢町大字長倉の沓掛地区から中軽井沢が新設された。地名は、軽井沢町の中部に位置することから付けられた。

## 小・中学校の学区
公立小・中学校に通う場合、学区は以下の通りとなる。
| 地区     | 小学校                     | 中学校                 |
| -------- | -------------------------- | ---------------------- |
| 中軽井沢 | 軽井沢町立軽井沢中部小学校 | 軽井沢町立軽井沢中学校 |